# Большая Ижорка
Больша́я Ижо́рка — река, правый приток Ижоры на юге-востоке Санкт-Петербурга и в Тосненском районе Ленинградской области.

## Географические сведения
Длина около 12 км. Исток — в болотах к северу от посёлка Красный Бор. Протекает восточнее города Колпино. Впадает в Ижору в 100 м выше моста на Петрозаводском шоссе в посёлке Усть-Ижора.
Ширина реки 2-5 м, глубина в низовьях до 3 метров.
Название — от реки Ижоры.

## Данные водного реестра
По данным государственного водного реестра России относится к Балтийскому бассейновому округу, водохозяйственный участок реки — Нева, речной подбассейн реки — Нева и реки бассейна Ладожского озера (без подбассейна Свирь и Волхов, российская часть бассейнов). Относится к речному бассейну реки Нева (включая бассейны рек Онежского и Ладожского озера).
Код объекта в государственном водном реестре — 01040300312102000008968.